# Maica Domnului din Bogoliubovo
Maica Domnului din Bogoliubovo sau Theotokos din Bogolioubovo (în rusă: Боголюбская икона Божией Матери) este o icoană a Bisericii Ortodoxe Ruse, pictată în 1157 la cererea cneazului Andrei Bogoliubski, în cinstea unei apariții a Maicii Domnului. Această icoană, care este printre cele mai vechi din Rusia, este considerată făcătoare de minuni. Icoana este sărbătorită de Biserica Ortodoxă Rusă la 18 iunie (SV) / 1 iulie (SN).
La fel ca icoana Maicii Domnului din Vladimir, această icoană se caracterizează prin blândețea sa, emoția și tandrețea mamei care aduce o rugăciune fiului său pentru omenire.